# Román Viktiuk
Román Grigórievich Viktiuk (en ruso: Рома́н Григо́рьевич Виктю́к, en ucraniano: Рома́н Григо́рович Віктю́к; Lwów, Ucrania, 28 de octubre de 1936-Moscú, Rusia, 17 de noviembre de 2020) fue un director de teatro, actor y guionistaucraniano.

## Biografía
Viktiuk nació en Lwów, Polonia, en la actual Ucrania. En 1956 se graduó en el Instituto Ruso de Arte Teatral de Moscú. Entre sus profesores estuvieron los directores Yuri Zavadski y Anatoli Efros.
Trabajó en teatros en Leópolis, Tver, Tallin, Vilna, Minsk, Kiev y Moscú. A mediados de la década de 1970 comenzó a actuar en Moscú. A mediados de la década de 1980, interpretó la obra de Leonid Zorin «Царская охота» (La caza del zar) en el Teatro Mossovet. Obtuvo gran fama con la interpretación de «Служанки» (Las criadas), basada en la obra de Jean Genet, en el Satirikón en 1988. Desde 1991 fue director de su propio teatro, el Teatro Román Viktiuk, que en 1996 se convirtió en teatro estatal. Dirigió varios dramas en el canal de televisión ruso TV Center, como Игроки (Jugadores, 1978), История кавалера де Гриё и Манон Леско (Historia del Chevalier des Grieux y Manon Lescaut, 1980) o Девочка, где ты живёшь? (Chica, ¿dónde vives?, 1982). Fue profesor en el Instituto Ruso de Arte Teatral.
A finales de octubre de 2020 la prensa rusa informó de que Viktiuk había sido llevado a la unidad de cuidados intensivos en Moscú tras contagiarse de COVID-19. Falleció en Moscú debido a la enfermedad el 17 de noviembre de 2020.

## Premios y reconocimientos
- Premio Pektoral de Kiev a la Mejor Actuación en un Drama Teatral (1991)
- Artista de Honor de la Federación Rusa (2003)
- Artista del Pueblo de Ucrania (2006)[1]
- Artista del Pueblo de la Federación Rusa (2009)[1]